# Thanawat Rattanakitpaisarn
Thanawat Rattanakitpaisarn (ธนวัฒน์ รัตนกิจไพศาล; nascido em 13 de outubro de 1998) também conhecido como Khaotung (ข้าวตัง) é um ator e cantor tailandês. Ele é mais conhecido por seus papéis em Tonhon Chonlatee (2020), 55:15 Never Too Late (2021), The Eclipse (2022) e Only Friends (2023).

## Juventude e educação
Khaotung nasceu e foi criado na província de Lamphun, Tailândia. Ele tem uma irmã mais nova. Seu pai morreu quando ele tinha sete anos. Concluiu o ensino secundário no Monfort College. Em 2017, ele se matriculou na Universidade de Chiang Mai na Faculdade de Tecnologia Médica antes de se transferir para a Universidade Kasetsart para estudar Engenharia Ambiental em 2018.

## Carreira
Em 2018, aos 19 anos, Khaotung foi contratado como artista pela agência de produção e talentos GMMTV. Nesse mesmo ano, ele fez sua estreia como ator na televisão como personagem coadjuvante na série Cause You're My Boy. Ele seguiu com papéis coadjuvantes em The Charming Step Mom, Blacklist e 2gether.
Em 2020, Khaotung conseguiu seu primeiro papel principal como personagem titular na série Tonhon Chonlatee ao lado de Suphakorn Sriphotong.
Em 2021, Khaotung interpretou Longtae em A Tale of Thousand Stars. No final do ano, Khaotung lançou seu primeiro single "Never Too Late" como tema de abertura da série 55:15 Never Too Late, na qual ele também estrelou um papel principal.
Em 2022, Khaotung estrelou como Ayan na série The Eclipse com Kanaphan Puitrakul, que ganhou Melhor Série BL no Thai Digital Awards 2022 e o Bronze Award de Melhor Programa LGBTQ+ Feito na Ásia no Content Asia Awards 2023. Ele também recebeu uma indicação ao Asia Television Awards de Melhor Canção Tema por "Over The Moon (คลาด)", para a qual Khaotung forneceu os vocais principais.
Em 2023, ele foi escalado como Kaipa em Midnight Series: Moonlight Chicken, ganhando o prêmio de Melhor Ator Coadjuvante no Y Universe Awards e foi indicado para Melhor Ator Coadjuvante no Asia Television Awards. Ele também reprisou seu papel como Ayan de The Eclipse na série de antologia Our Skyy 2. Khaotung mais tarde interpretou Ray na série de elenco Only Friends, o que lhe valeu uma indicação de Melhor Ator em Papel Principal no Y Universe Awards.
Em 2024, Khaotung se tornou um dos novos apresentadores do antigo programa de variedades School Rangers. Em 2024, Khaotung estrelou como o assassino Bison ao lado de First na série The Heart Killers do diretor de Only Friends Tichakorn Phukhaotong, que também estrelou Joong Archen e Dunk Natachai nos papéis principais.

## Imagem pessoal
Khaotung tem a sua própria marca de roupa "A*FLEUR". Em outubro de 2023, ele tinha mais de 2,4 milhões de seguidores no Instagram.

## Filmografia

### Cinema
| Ano  | Título             | Personagem | Notas            |
| ---- | ------------------ | ---------- | ---------------- |
| 2021 | 2gether: The Movie | Fong       | Papel recorrente |

### Televisão
| Ano  | Título                   | Personagem     | Notas            |
| ---- | ------------------------ | -------------- | ---------------- |
| 2018 | 'Cause You're My Boy     | Au             | Papel recorrente |
| 2018 | Our Skyy                 | Au             | Papel convidado  |
| 2019 | The Charming Step Mom    | Kothom         | Papel recorrente |
| 2019 | Blacklist                | Joe            | Papel recorrente |
| 2020 | 2gether: The Series      | Fong           | Papel recorrente |
| 2020 | Still 2gether            | Fong           | Papel recorrente |
| 2020 | Tonhon Chonlatee         | Chonlatee/Chon | Papel principal  |
| 2021 | A Tale of Thousand Stars | Longtae        | Papel recorrente |
| 2021 | 55:15 Never Too Late     | Songpol/Paul   | Papel principal  |
| 2022 | The Eclipse              | Ayan           | Papel principal  |
| 2023 | Moonlight Chicken        | Kaipa          | Papel recorrente |
| 2023 | Our Skyy 2               | Ayan           | Papel principal  |
| 2023 | Home School              | Zero           | Papel convidado  |
| 2023 | Only Friends             | "Ray" Pakon    | Papel principal  |
| 2024 | The Heart Killers        | Bison          | Papel principal  |
| TBA  | Cat for Cash             | Lynx           | Papel principal  |

### Television show
| Ano  | Título                   | Personagem       | Notas                 |
| ---- | ------------------------ | ---------------- | --------------------- |
| 2021 | Safe House               | Membro do Elenco | Vencedor da Temporada |
| 2022 | Safe House: 4ª Temporada | Membro do Elenco |                       |
| 2024 | School Rangers           | Apresentador     |                       |

## Discografia
| Ano  | Título                                                                   | Gravadora     |
| ---- | ------------------------------------------------------------------------ | ------------- |
| 2021 | "Never Too Late"                                                         | GMMTV Records |
| 2022 | "Over The Moon (คลาด)"                                                   | GMMTV Records |
| 2023 | "The Moon Represents My Heart" (com Earth, Mix, First, Gemini, & Fourth) | GMMTV Records |
| 2023 | "Your World, My World (ฟังดีดี)" (com First Kanaphan)                       | GMMTV Records |
| 2023 | "Let's Try (เอาเลยมั้ย)"                                                   | GMMTV Records |

## Prêmios e indicações
| Ano  | Associações                  | Categoria                      | Nomeações                      | Resultado |
| ---- | ---------------------------- | ------------------------------ | ------------------------------ | --------- |
| 2023 | Y Universe Awards            | Melhor Ator Coadjuvante        | Moonlight Chicken              | Venceu    |
| 2023 | Y Universe Awards            | Melhor Ator em Papel Principal | Only Friends                   | Indicado  |
| 2023 | Y Universe Awards            | Melhor Trilha Sonora de Série  | Only Friends                   | Indicado  |
| 2024 | 28th Asian Television Awards | Melhor Ator Coadjuvante        | Moonlight Chicken              | Indicado  |
| 2024 | 28th Asian Television Awards | Melhor Música Tema             | "The Moon Represents My Heart" | Indicado  |
| 2024 | 28th Asian Television Awards | Melhor Música Tema             | "คลาด (Over The Moon)"         | Indicado  |
| 2024 | 29th Asian Television Awards | Melhor Ator em Papel Principal | Only Friends                   | Indicado  |
| 2024 | 29th Asian Television Awards | Melhor Música Tema             | "เอาเลยมั้ย (Let’s Try)"         | Indicado  |